# Łukasz Sosin
Łukasz Sosin (Cracovia, 7 maggio 1977) è un ex calciatore polacco, di ruolo attaccante.

## Carriera

### Club
Inizia la propria carriera nelle giovanili dell'Hutnik Kraków, squadra con cui esordisce da professionista. L'anno successivo passa all'Odra Wodzisław e quindi al Wisla Cracovia che lo acquista nella stagione seguente. Torna poi all'Odra Wodzisław e successivamente viene acquistato dall'Apollon Limassol dove milita per cinque anni collezionando 119 presenze e 101 gol. Dal 2007 si trasferisce in Cipro all'Anorthosis, club con cui, nella stagione 2008-2009, esordisce in Champions League.

### Nazionale
Ha giocato dal 2006 con la Nazionale polacca dove ha giocato 4 volte segnando 2 gol.

## Palmarès

### Club

#### Competizioni nazionali
- Campionato polacco: 1

Wisła Cracovia: 2000-2001
- Coppa di Lega polacca: 1

Wisła Cracovia: 2000-2001
- Coppa di Cipro: 1

Anorthosis: 2006-2007
- Supercoppa di Cipro: 1

Anorthosis: 2007
- Campionato cipriota: 1

Anorthosis: 2007-2008
- B' Katīgoria: 1

Aris Limassol: 2010-2011

### Individuale
- Capocannoniere del campionato cipriota: 4

2003-2004 (21 gol, con Jozef Kožlej), 2004-2005 (21 gol), 2005-2006 (28 gol), 2007-2008 (16 gol, con David Pereira da Costa)